# Boa Esperança do Sul
Pour les articles homonymes, voir Boa Esperança.
Boa Esperança do Sul est une municipalité brésilienne de l'État de São Paulo et la Microrégion d'Araraquara.

## Démographie
| Évolution de la population (municipalité) | Évolution de la population (municipalité) | Évolution de la population (municipalité) | Évolution de la population (municipalité) |
| Année                                     | Population                                |                                           | %±                                        |
| ----------------------------------------- | ----------------------------------------- | ----------------------------------------- | ----------------------------------------- |
| 1920                                      | 12 702                                    |                                           |                                           |
| 1940                                      | 11 563                                    |                                           | −9,0%                                     |
| 1950                                      | 8 226                                     |                                           | −28,9%                                    |
| 1960                                      | 6 977                                     |                                           | −15,2%                                    |
| 1970                                      | 6 363                                     |                                           | −8,8%                                     |
| 1980                                      | 8 352                                     |                                           | 31,3%                                     |
| 1991                                      | 11 867                                    |                                           | 42,1%                                     |
| 2000                                      | 12 573                                    |                                           | 5,9%                                      |
| 2010                                      | 13 645                                    |                                           | 8,5%                                      |
| 2022                                      | 12 978                                    |                                           | −4,9%                                     |
| ,                                         |                                           |                                           |                                           |